# Brusselse appels
Brusselse appels (soms ook: Brusselse appelen of Pommes à la Bruxelloise) is een Nederlands zoet nagerecht met als hoofdbestanddeel appels. Daarnaast bestaat het gerecht uit jam of vruchtengelei en (soezen)deeg.

## Oorsprong
De oorsprong van het gerecht is niet bekend, maar het wordt al aan het begin van de 20e eeuw in kookboeken genoemd. Waarschijnlijk heeft het gerecht met Brussel weinig van doen en mogelijk heeft het een Zuid-Hollandse oorsprong.

## Ingrediënten en toebereiding
Het gerecht wordt vaak met moesappelen gemaakt, bijvoorbeeld van de rassen bellefleur en goudreinet. De appels worden geschild en het klokhuis wordt verwijderd. Eventueel worden de appels eerst gekookt. Vervolgens worden ze in een ovenschaal gezet, gevuld met de jam of gelei en daarna overgoten met het deeg en in de oven gebakken.